# Ntfsprogs
Ntfsprogs  ist eine Sammlung freier Programme zur Verwaltung von NTFS-Dateisystemen.
Ntfsprogs unterstützt alle NTFS Versionen, sowohl von Windows mit 32 als auch 64 Bit. Am 12. April 2011 wurde bekannt gegeben, dass ntfsprogs in NTFS-3G aufgegangen ist.

## Enthaltene Programme
- ntfsresize, für die nicht-destruktive Größenänderung einer NTFS-Partition
- ntfsclone, für unkomprimierte, aber speichereffiziente Kopien von NTFS-Partitionen. Es wird keine Abbild-Verifikation unterstützt.
- mkntfs, für die Erstellung von NTFS-Partitionen
- ntfsmount, zum einbinden in FUSE
- ntfsfix, veranlasst Windows beim booten, die NTFS-Partition zu überprüfen
- ntfsundelete, stellt eine Datei wieder her
- ntfsdecrypt, entschlüsselt EFS
- ntfsck, führt eine Konsistenzprüfung durch (Entwicklung wurde eingestellt).

Es sind weitere Programme enthalten, die in ihrer Funktion sehr einfach und/oder für Entwickler sind.